# Helena De Meerleer
Helena (Lena) Irma L. De Meerleer (Etterbeek, 8 april 1951) is een Belgische bestuurder en voormalig televisiedirecteur.

## Levensloop
Helena De Meerleer volgde een regentaat Frans-geschiedenis-Engels en begon in 1977 een carrière van meer dan 30 jaar bij de BRT (later VRT). Ze was achtereenvolgens regieassistent en producer en kreeg in 1997 de verantwoordelijkheid over de interne middelen bij televisie. Vanaf 2000 was ze achtereenvolgens programmamanager van Eén, netmanager van Sporza en redactiemanager Nieuws en Sport. In 2008 ging ze aan de slag als directeur Operationele Diensten en was ze ook lid van het directiecollege. Begin 2010 werd De Meerleer algemeen directeur Productie en eindverantwoordelijke voor alle interne productiehuizen, waaronder Nieuws, Sport, Radio, het Televisiehuis en de Operationele Afdeling.
In 2013 stapte ze over naar de Vlaamse Opera en het Koninklijk Ballet van Vlaanderen, die in 2014 tot Opera Ballet Vlaanderen fuseerden. Ze werd er algemeen directeur in opvolging van Dominique Savelkoul. Ze bekleedde deze functie tot Bart Van der Roost haar in 2017 opvolgde.
In 2020 volgde ze Luc Van den Bossche als voorzitter van het stadstheater NTGent op. Jeroen Vanden Berghe volgde haar in deze hoedanigheid in februari 2023 op. Verder bekleedt ze bestuursmandaten bij het Vlaams Audiovisueel Fonds en de AP Hogeschool Antwerpen.